# Eusarsiella punctata
Eusarsiella punctata är en kräftdjursart. Eusarsiella punctata ingår i släktet Eusarsiella och familjen Sarsiellidae. Inga underarter finns listade i Catalogue of Life.